# Korean Friendship Association
Die Korean Friendship Association (KFA) ist eine internationale Solidaritätsorganisation für die Regierung der Demokratischen Volksrepublik Korea.

## Aufgaben und Geschichte
Der Hauptzweck ist die Darstellung Nordkoreas aus Sicht der nordkoreanischen Regierung und die kritiklose Unterstützung ihrer Politik. Dazu arbeitet die KFA eng zusammen mit dem Komitee für Kulturelle Beziehungen in Pjöngjang. Alejandro Cao de Benós de Les y Pérez gründete die KFA im November 2000 und ist der selbsternannte Präsident der KFA. Die KFA nimmt für sich in Anspruch über 8000 Mitglieder in 120 Ländern zu haben.
Der ehemalige Vorsitzende des Präsidiums der Obersten Volksversammlung, Kim Yong-nam, bezeichnete die KFA als „die Lokomotive der internationalen Solidarität und Verteidigung der Demokratischen Volksrepublik Korea gegen die Angriffe der vereinten Imperialisten und deren Medienkampagne gegen Nordkorea.“
Die KFA organisiert Delegationsreisen in die Demokratische Volksrepublik Korea und unterstützt angeblich auch Joint-Venture-Geschäftsleute.
Im Oktober 2020 wurde in der investigativen Dokumentation Der Maulwurf: Undercover in Nordkorea enthüllt, dass das langjährige für Skandinavien zuständige Vorstandsmitglied Ulrich Larsen eigentlich als Maulwurf in die Organisation eingeschleust wurde, um die Verstrickungen Nordkoreas in den internationalen Waffen- und Drogenhandel offenzulegen.

## Kritik
Der Journalist David Scofield, ein ehemaliger Dozent am Graduate Institute of Peace Studies der Kyung-Hee-Universität in Seoul, beschreibt 2005 im Artikel „Kim Jong-ils nützliche Idioten im Westen“ der Asia Times, wie die KFA von den meisten Nordkorea-Beobachtern gesehen wird:

„Die Aktivitäten der Gruppe beinhalten „Informationsseminare“, in denen die erleuchtende Güte von Kims Herrschaft befürwortet wird als Teil der ‚alternativen‘ Sicht der KFA auf Nordkorea. Die zerlumpte und elende Darstellung von Armut und Hunger wird ausgeblendet, andere nordkoreanische Stimmen außer denen von Kim Jong-ils Untergebenen fehlen auffallend. Statt der unbequemen Wahrheit bietet die KFA Urlaubsfotos aus ‚ihrem‘ Nordkorea, aufgenommen bei kürzlichen, staatlich unterstützten Besuchen, komplett mit Bowling, Golf, Vergnügungsparks und Karaoke mit jungen Damen von der Partei. KFA-Mitglieder schreiben glühende Lobeshymnen als besondere Gaben, um Kim Jong-ils weise Herrschaft zu preisen. Keine verhungernden Menschen, Folter, Massenhinrichtungen, Elend oder Verzweiflung im Nordkorea der Korean Friendship Association. Nur Golf, Festessen und Abende in Begleitung von Kim Jong-ils Schönheiten.“